# فلمینگ آیلند (فلوریدا)
فلمینگ آیلند (به انگلیسی: Fleming Island) یک منطقهٔ مسکونی در ایالات متحده آمریکا است که در شهرستان کلی، فلوریدا واقع شده‌است. فلمینگ آیلند ۵۹٫۹ کیلومتر مربع مساحت و ۲۷٬۱۲۶ نفر جمعیت دارد.